# 오필리아
오필리아(Ophelia)는 윌리엄 셰익스피어의 희곡 《햄릿》의 등장인물이다. 덴마크의 젊은 귀족으로 폴로니어스의 딸이자 레어티스의 동생이다. 햄릿 왕자의 왕비 후보이기도 하다. 대부분의 햄릿 등장인물과 마찬가지로 오필리아의 이름은 덴마크어가 아니다. 자코포 산나자로의 1504년 시 Arcadia에 처음 등장했으며, 아마도 고대 그리스어 'ὠφέλεια'에서 파생되었을 것이다.
오필리아는 여러 예술 작품에 묘사되기도 했는데, 존 에버렛 밀레이가 1852년에 그린 《오필리아》가 가장 유명하며 이 외에도 존 윌리엄 워터하우스가 그린 《오필리아》와 알렉상드르 카바넬의 《오필리아》, 프랜시스 맥도널드가 1898년에 그린 《오필리아》가 있다.

## 대중 매체
오필리아는 2012년 앨범 Ô Filles de l'eau에 수록된 곡 "Ophélia"로 프랑스 싱어송라이터 놀웬 르루아(Nolwenn Leroy) 에게 영감을 주었다.